# Espinar (provincie)
Espinar is een van de dertien provincies in de regio Cuzco, gelegen in het zuidelijk gebergte van Peru. De provincie heeft een oppervlakte van 5311 km² en telt 69.146 inwoners (2015). De hoofdplaats van de provincie is het district Espinar; dit district vormt eveneens de stad (ciudad) Yauri (Espinar).

## Bestuurlijke indeling
De provincie Espinar is verdeeld in acht districten, met elk een burgemeester. Hieronder staat een lijst met de districten, UBIGEO tussen haakjes.
- (080808) Alto Pichigua
- (080802) Condoroma
- (080803) Coporaque
- (080801) Espinar, hoofdplaats van de provincie en vormt de stad (ciudad) Yauri (Espinar)
- (080804) Ocoruro
- (080805) Pallpata
- (080806) Pichigua
- (080807) Suyckutambo

Acomayo · Anta · Calca · Canas · Canchis · Chumbivilcas · Cuzco · Espinar · La Convención · Paruro · Paucartambo · Quispicanchi · Urubamba